# 第十八章：曼達洛星礦井
第十八章：曼達洛星礦井是美國太空歌劇網路電視劇《曼達洛人》第三季的第二集，本集由節目統籌強·法夫洛編劇，並由瑞秋·莫里森執導，於2023年3月8日在Disney+上線。本集播出後獲得評論家的普遍好評。

## 劇情
曼達洛人和古古前往塔圖因與派麗·莫托會面，希望能在莫托找到可以重新啟動IG-11的記憶核心。派麗·莫托表示自己雖然沒有，但提議將R5-D4賣給曼達洛人作為替代，曼達洛人雖不情願，但仍同意交易。曼達洛人和古古抵達曼達洛星後，曼達洛人派遣R5-D4掃描該星球的環境狀態。曼達洛人發現R5-D4始終毫無音訊，便深入附近的一座洞窟尋找它。他在洞窟中被幾名阿勒麥人攻擊，便用黑光劍殺死他們。曼達洛人反覆偵測後，發現這顆星球的空氣依然可供生命呼吸，於是和古古一同回到洞窟中。他們在森達里城的下方尋找礦井的入口，途中看見一頂廢棄的曼達洛頭盔，不過這是一名改造人設下的陷阱，隨後他藉此捕獲曼達洛人並囚禁他。
曼達洛人要求古古去向博-卡坦·克里茲求助。城堡內的博-卡坦看到曼達洛人的飛船停在外面時雖然不為所動，但同意幫助古古解救曼達洛人。博-卡坦使用暗箭殺死那名改造人後將曼達洛人解放，並表示在返回卡勒瓦拉星前會保護他的安全。但曼達洛人回絕，堅持要前往活水沐浴。找到礦井後，曼達洛人進入活水沐浴，同時背誦組織的標語。但他突然踩空而沈入水下，博-卡坦見狀後潛入水中嘗試將他拖至水面，卻在向上游時看見一條神話中提到的龍，她意識到自己兒時聽聞的故事是真實的。

## 製作

### 選角
飾演派麗·莫托的聯合主演演員艾咪·莎德瑞斯在本集中回歸演出。而曼達洛人由特技替身布倫丹·韋恩和拉蒂夫·克勞德飾演，這是韋恩和克勞德第二次獲得合作演出榮譽。佩德羅·帕斯卡和凱蒂·薩克沃夫分別飾演曼達洛人和博-卡坦·克里茲。

### 音樂
本集的音譜由約瑟夫·雪利代替魯德溫·葛瑞森創作。

## 迴響
第十八章：曼達洛星礦井在爛番茄上，根據22篇評論獲得了91%的新鮮度，平均評比為8/10。該網站對本集的關鍵共識寫道：「曼達洛星礦井的節奏快速又簡潔了當，透過深處亮度陰沉環境的冒險有效地深入《曼達洛人》的最新情節，也從凱蒂·薩霍夫的魅力中取得很大的提升」。

## 外部連結
- 互联网电影数据库上第十八章：曼達洛星礦井的资料（英文）
- Wookieepedia上的相关条目：第十八章：曼達洛星礦井